# انجمن سرافرازان

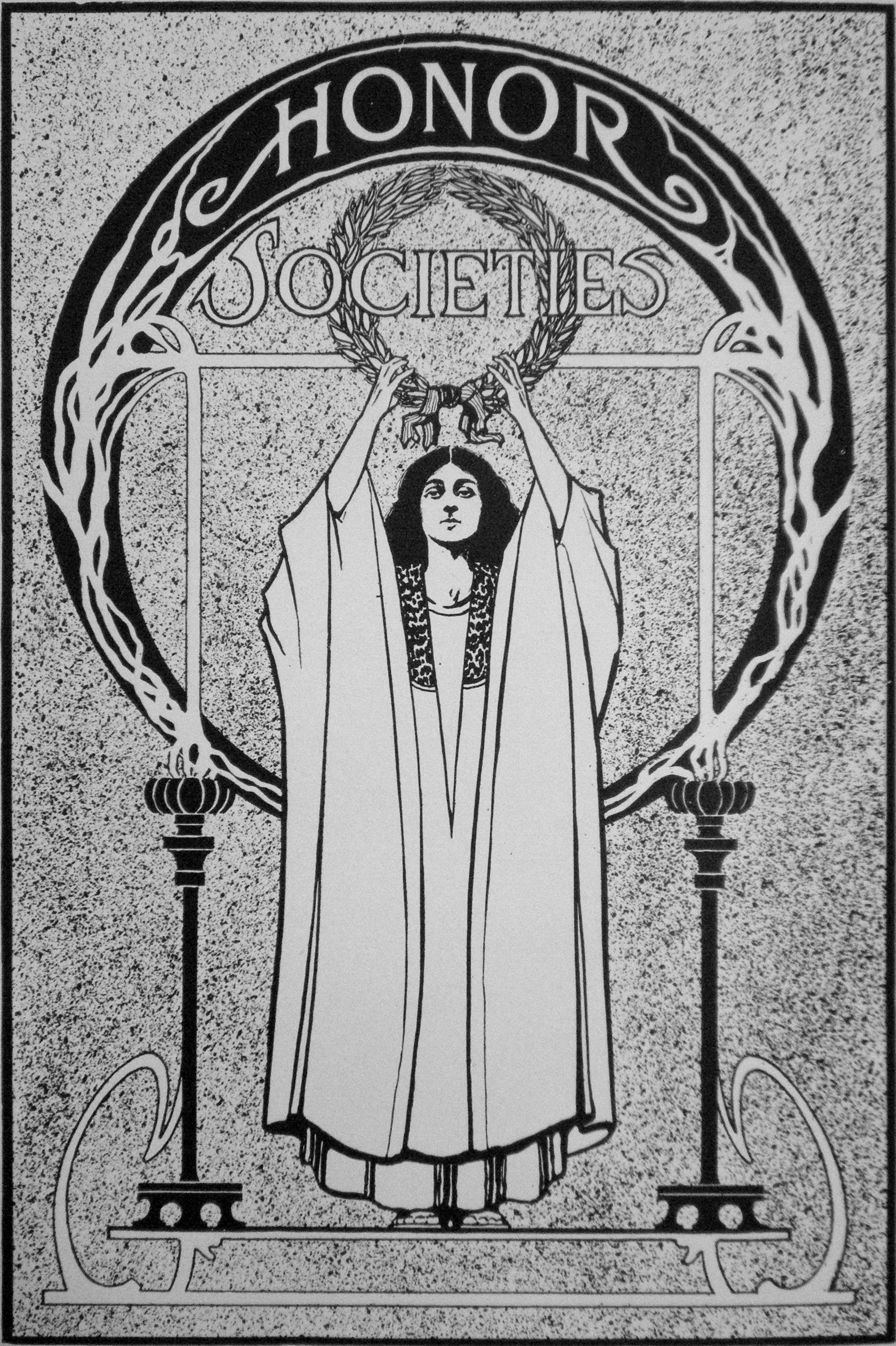
"انجمن‌های سرافرازان" تصویرسازی از سال 1909 Tyee (سالنامه از دانشگاه واشنگتن)

در ایالات متحده انجمن سرافرازان درجه‌ای سازمانی است که پیشرفت میان هم‌سالان را به رسمیت می‌شناسد. انجمن‌های سرافرازان در جامعه‌های گوناگون پرشمار است و زمینه‌ها و شرایط آن گوناگون می‌باشد. مثلاً Order of the Arrow یک انجمن سرافرازی ملی پیشاهنگی پسران آمریکایی است.